# Ito Takuya (1974)
Takuya Ito (sinh ngày 11 tháng 6 năm 1974) là một cầu thủ bóng đá người Nhật Bản.

## Sự nghiệp câu lạc bộ
Takuya Ito đã từng chơi cho Giravanz Kitakyushu.